# Oostduinkerke
Oostduinkerke (fr. Ostdunkerque, Oostdunkerque; niem. Ostdünkirchen; vls. Ôostduunkerke) – dzielnica (deelgemeente) gminy Koksijde w Belgii, w Regionie Flamandzkim, w prowincji Flandria Zachodnia, w okręgu Veurne. 1 stycznia 2020 roku liczyła 8617 mieszkańców. Do 31 grudnia 1976 samodzielna gmina. Leży na Wybrzeżu Belgijskim, nad Morzem Północnym.

## Demografia
Liczba mieszkańców, stan na 1 stycznia:
| Rok                | 1930 | 1961 | 2020 |
| ------------------ | ---- | ---- | ---- |
| Liczba mieszkańców | 3056 | 3385 | 8617 |

## Współpraca
Miejscowości partnerskie:
- Biedenkopf, Niemcy
- Namur, Namur